# Afrique du Sud aux Jeux olympiques d'été de 2008
L'Afrique du Sud participe aux Jeux olympiques d'été de 2008 à Pékin. Il s'agit de sa 17e participation à des Jeux d'été. Avec une seule médaille, elle réalise sa pire performance depuis les JO de Berlin en 1936.

## Liste des médaillés

### Médailles d'argent
| Sport                  | Discipline           | Sportifs       | Performance |
| Médailles d'argent : 1 |                      |                |             |
| Athlétisme             | Saut en longueur (H) | Khotso Mokoena | 8,24 m      |

## Athlètes sud-africains engagés

### Athlétisme
| Hommes - 200 m : - Thuso Mpuang - 800 m : - Samson Ngoepe - Mbulaeni Mulaudzi - 1 500 m : - Juan van Deventer - 3 000 m steeple : - Ruben Ramolefi - 400 m haies : - Alwyn Myburgh - Pieter van Villiers - L.J. van Zyl - Lancer de javelot : - Robert Oosthuizen - Saut en longueur : - Khotso Mokoena - Marathon : - Norman Dlomo - Hendrick Ramaala - Relais 4 × 100 m : - Hannes Dreyer, Leigh Julius, Ishmael Kumbane et Thuso Mpuang - Relais 4 × 400 m : - Pieter Smith, Ofentse Mogawane, Alwyn Myburgh et L.J. van Zyl | Femmes - 200 m : - Isabel Le Roux, championne d'Afrique du 200 m dames en 2008. - 400 m : - Tsholofelo Thipe - 1 500 m : - René Kalmer - Lancer de disque : - Elizna Naude - Lancer de javelot : - Justine Robbeson - Sunette Viljoen |

Hommes
| Épreuve               | Athlète                | Séries        | Séries | Quarts de finale | Quarts de finale | Demi-finales  | Demi-finales | Finale        | Finale            |
| Épreuve               | Athlète                | Résultat      | Rang   | Résultat         | Rang             | Résultat      | Rang         | Résultat      | Rang              |
| --------------------- | ---------------------- | ------------- | ------ | ---------------- | ---------------- | ------------- | ------------ | ------------- | ----------------- |
| 200 mètres            | Thuso Mpuang           | 20.87         | 6e     | 21.04            | 7e               | -             | -            | -             | -                 |
| 800 mètres            | Samson Ngoepe          | 1 min 47 s 12 | 5e     | -                | -                | -             | -            | -             | -                 |
| 800 mètres            | Mbulaeni Mulaudzi      | 1 min 47 s 64 | 2e     | NC               | NC               | 1 min 46 s 08 | 6e           | -             | -                 |
| 1 500 mètres          | Juan van Deventer      | 3 min 36 s 32 | 1er    | NC               | NC               | 3 min 37 s 75 | 6e           | 3 min 34 s 77 | 6e                |
| 400 mètres haies      | Alwyn Myburgh          | 48.92         | 3e Q   | NC               | NC               | 49.16         | 5e           | -             | -                 |
| 400 mètres haies      | Pieter de Villiers     | 49.24         | 2e Q   | NC               | NC               | 49.44         | 7e           | -             | -                 |
| 400 mètres haies      | L. J. van Zyl          | 48.86         | 2e Q   | NC               | NC               | 48.57         | 3e Q         | 48.42         | 5e                |
| 3000m steeple         | Ruben Ramolefi         | 8 min 19.86   | 1er Q  | NC               | NC               | NC            | NC           | 8 min 34.58   | 14e               |
| Relais 4 × 100 mètres | Hannes Dreyer          | Abandon       | /      | -                | -                | -             | -            | -             | -                 |
| Relais 4 × 100 mètres | Leigh Julius           | Abandon       | /      | -                | -                | -             | -            | -             | -                 |
| Relais 4 × 100 mètres | Kagisho Kumbane        | Abandon       | /      | -                | -                | -             | -            | -             | -                 |
| Relais 4 × 100 mètres | Thuso Mpuang           | Abandon       | /      | -                | -                | -             | -            | -             | -                 |
| Relais 4 × 400 mètres | Peter Smith            | 3 min 01.26   | 6e     | -                | -                | -             | -            | -             | -                 |
| Relais 4 × 400 mètres | Ofentse Mogawane       | 3 min 01.26   | 6e     | -                | -                | -             | -            | -             | -                 |
| Relais 4 × 400 mètres | Alwyn Myburgh          | 3 min 01.26   | 6e     | -                | -                | -             | -            | -             | -                 |
| Relais 4 × 400 mètres | L. J. van Zyl          | 3 min 01.26   | 6e     | -                | -                | -             | -            | -             | -                 |
| Saut en longueur      | Godfrey Khotso Mokoena | 8,14m         | 4e Q   | NC               | NC               | NC            | NC           | 8,24m         | Médaille d'argent |
| Lancer du javelot     | Robert Oosthuizen      | 76,16m        | 11e    | -                | -                | -             | -            | -             | -                 |

Femmes
| Épreuve           | Athlète          | Séries      | Séries | Quarts de finale | Quarts de finale | Demi-finales | Demi-finales | Finale   | Finale |
| Épreuve           | Athlète          | Résultat    | Rang   | Résultat         | Rang             | Résultat     | Rang         | Résultat | Rang   |
| ----------------- | ---------------- | ----------- | ------ | ---------------- | ---------------- | ------------ | ------------ | -------- | ------ |
| 200 mètres        | Isabel Le Roux   | 23.67       | 7e     | -                | -                | -            | -            | -        | -      |
| 400 mètres        | Tsholofelo Thipe | 54.11       | 6e     | -                | -                | -            | -            | -        | -      |
| 1500 mètres       | René Kalmer      | 4 min 08.41 | 7e     | -                | -                | -            | -            | -        | -      |
| Lancer du disque  | Elizna Naudé     | 58,75m      | 9e     | -                | -                | -            | -            | -        | -      |
| Lancer du javelot | Justine Robbeson | 59,63m      | 6e     | -                | -                | -            | -            | -        | -      |
| Lancer du javelot | Sunette Viljoen  | 55,58m      | 17e    | -                | -                | -            | -            | -        | -      |

### Aviron
| Hommes - 2 de pointe : - Shaun Keeling et Ramon di Clemente | Femmes - 1 de couple : - Rika Geyser - 2 de couple : - Kirsten McCann et Alex White |

Hommes
| Épreuve           | Athlète           | Séries  | Séries | Repêchage | Repêchage | Demi-finales | Demi-finales | Finale  | Finale |
| Épreuve           | Athlète           | Temps   | Rang   | Temps     | Rang      | Temps        | Rang         | Temps   | Rang   |
| ----------------- | ----------------- | ------- | ------ | --------- | --------- | ------------ | ------------ | ------- | ------ |
| Deux sans barreur | Shaun Keeling     | 6.44.26 | 2e     | NC        | NC        | 6.37.18      | 3e           | 6.47.83 | 5e     |
| Deux sans barreur | Ramon Di Clemente | 6.44.26 | 2e     | NC        | NC        | 6.37.18      | 3e           | 6.47.83 | 5e     |

Femmes
| Épreuve           | Athlète        | Séries  | Séries | Repêchage | Repêchage | Quarts de Finale | Quarts de Finale | Demi-finales | Demi-finales | Finale  | Finale  |
| Épreuve           | Athlète        | Temps   | Rang   | Temps     | Rang      | Temps            | Rang             | Temps        | Rang         | Temps   | Rang    |
| ----------------- | -------------- | ------- | ------ | --------- | --------- | ---------------- | ---------------- | ------------ | ------------ | ------- | ------- |
| Deux sans barreur | Rika Geyser    | 7.80.26 | 3e     | NC        | NC        | 7.34.04          | 4e               | Eliminé      | Eliminé      | Eliminé | Eliminé |
| Deux de couple    | Kirsten McCann | 6.80.51 | 6e     | 7.48.04   | 4e        | Eliminé          | Eliminé          | Eliminé      | Eliminé      | Eliminé | Eliminé |
| Deux de couple    | Alex White     | 6.80.51 | 6e     | 7.48.04   | 4e        | Eliminé          | Eliminé          | Eliminé      | Eliminé      | Eliminé | Eliminé |

### Badminton
| Hommes - Double : - Roelof Dednam et Chris Dednam | Femmes - Simple : - Kerry-Lee Harrington - Double : - Chantal Botts et Michelle Edwards |

| Athlètes             | Compétition   | 1/32e de finale                   | 1/8e de finale                        | Quarts de finale | Demi-finales     | Finale / 3e place | Finale / 3e place |
| Athlètes             | Compétition   | Adversaire Score                  | Adversaire Score                      | Adversaire Score | Adversaire Score | Adversaire Score  | Rang              |
| -------------------- | ------------- | --------------------------------- | ------------------------------------- | ---------------- | ---------------- | ----------------- | ----------------- |
| Kerry-Lee Harrington | Simple dames  | Battu par Wong Mew Choo 21/4-21/4 | Eliminé                               | Eliminé          | Eliminé          | Eliminé           | Eliminé           |
| Roelof Dednam        | Double hommes | Exempt                            | Battu par Bach/Malaythong 21/10-21/16 | Eliminé          | Eliminé          | Eliminé           | Eliminé           |
| Chris Dednam         | Double hommes | Exempt                            | Battu par Bach/Malaythong 21/10-21/16 | Eliminé          | Eliminé          | Eliminé           | Eliminé           |
| Chantal Botts        | Double dames  | Exempt                            | Battu par Cheng/Chien 21/6-21/12      | Eliminé          | Eliminé          | Eliminé           | Eliminé           |
| Michelle Edwards     | Double dames  | Exempt                            | Battu par Cheng/Chien 21/6-21/12      | Eliminé          | Eliminé          | Eliminé           | Eliminé           |

### Beach-volley
Femmes
- Judith Augoustides et Vitalina Nel

| Athlètes                    | Compétition     | Tour préliminaire | Tour préliminaire | Tour préliminaire | Tour préliminaire | 1/8e de finale    | Quart de finale   | Demi-finale       | Finale / MB       | Rang    |
| Athlètes                    | Compétition     | Adversaires Score | Adversaires Score | Adversaires Score | Rang              | Adversaires Score | Adversaires Score | Adversaires Score | Adversaires Score | Rang    |
| --------------------------- | --------------- | ----------------- | ----------------- | ----------------- | ----------------- | ----------------- | ----------------- | ----------------- | ----------------- | ------- |
| Judith Augoustides Vita Nel | Tournoi féminin | 2 / 0             | 2/0               | 2/0               | 4e                | Eliminé           | Eliminé           | Eliminé           | Eliminé           | Eliminé |

### Boxe
Hommes
- 51 kg (poids mouche) :
  - Jackson Chauke

| Athlète        | Tournoi | 16e de finale             | 8e de finale        | Quart de finale     | Demi-finale         | Finale              |
| Athlète        | Tournoi | Adversaire Résultat       | Adversaire Résultat | Adversaire Résultat | Adversaire Résultat | Adversaire Résultat |
| -------------- | ------- | ------------------------- | ------------------- | ------------------- | ------------------- | ------------------- |
| Jackson Chauke | Mouche  | Anvar Yunusov Défaite 1-9 | Eliminé             | Eliminé             | Eliminé             | Eliminé             |

### Canoë-kayak

#### Slalom
Hommes
- Canoë monoplace (C1) :
  - Siboniso Cele
- Canoë biplace (C2) :
  - Cyprian Ngidi et Cameron McIntosh

| Athlète          | Compétition | Qualification | Qualification | Demi-Finale | Demi-Finale | Finale  |         |         |      |      |
| Athlète          | Compétition | Qualification | Qualification | Demi-Finale | Demi-Finale | Temps   | Rang    | Temps   | Rang | Rang |
| ---------------- | ----------- | ------------- | ------------- | ----------- | ----------- | ------- | ------- | ------- | ---- | ---- |
| Athlète          | Compétition | Siboniso Cele | C1 hommes     | 262.93      | 16e         | Eliminé | Eliminé | Eliminé |      |      |
| Cyprian Ngidi    | C2 Hommes   | 277.20        | 12e           | Eiminé      | Eiminé      | Eiminé  |         |         |      |      |
| Cameron Mcintosh | C2 Hommes   | 277.20        | 12e           | Eiminé      | Eiminé      | Eiminé  |         |         |      |      |

#### Eaux calmes
| Hommes - 500 m kayak monoplace (K1) : - Shaun Rubenstein - 1 000 m kayak monoplace (K1) : - Shaun Rubenstein - 500 m canoë monoplace (C1) : - Calvin Mokoto - 1 000 m canoë monoplace (C1) : - Calvin Mokoto | Femmes - 500 m kayak monoplace (K1) : - Jennifer Hodson - 500 m kayak biplace (K2) : - Michele Eray et Bridgitte Hartley - 500 m kayak à quatre (K4) : - Michele Eray, Carol Joyce, Nicola Mocke et Jennifer Hodson |

| Athlète          | Compétition | Séries         | Séries | Demi-finale    | Demi-finale | Finale                 | Finale                 |
| Athlète          | Compétition | Temps          | Rang   | Temps          | Rang        | Temps                  | Rang                   |
| ---------------- | ----------- | -------------- | ------ | -------------- | ----------- | ---------------------- | ---------------------- |
| Calvin Mokoto    | C-1 500 m   | 2 min 03 s 372 | 7e QS  | 2 min 12 s 226 | 9e          | Éliminé en demi-finale | Éliminé en demi-finale |
| Calvin Mokoto    | C-1 1000 m  | 4 min 33 s 887 | 7e QS  | 4 min 26 s 650 | 7e          | Éliminé en demi-finale | Éliminé en demi-finale |
| Shaun Rubenstein | K-1 500 m   | 1 min 37 s 686 | 5e QS  | 1 min 44 s 154 | 4e          | Éliminé en demi-finale | Éliminé en demi-finale |
| Shaun Rubenstein | K-1 1000 m  | 3 min 36 s 134 | 5e QS  | 3 min 36 s 969 | 4e          | Éliminé en demi-finale | Éliminé en demi-finale |
| Jennifer Hodson  | K-1 500 m   | NC             | NC     | NC             | NC          | 1 min 53 s 973         | 8e                     |
| Michele Eray     | K-4 500m    | NC             | NC     | NC             | NC          | 1 min 36 s 724         | 7e                     |
| Carol Joyce      | K-4 500m    | NC             | NC     | NC             | NC          | 1 min 36 s 724         | 7e                     |
| Nicola Mocke     | K-4 500m    | NC             | NC     | NC             | NC          | 1 min 36 s 724         | 7e                     |
| Jennifer Hodson  | K-4 500m    | NC             | NC     | NC             | NC          | 1 min 36 s 724         | 7e                     |

### Cyclisme

#### Route
| Hommes - Course sur route : - John-Lee Augustyn - David George - Robert Hunter - Contre la montre individuel : - David George | Femmes - Course sur route : - Cherise Taylor - Marissa van der Merwe |

| Athlète           | Compétition      | Temps   | Rang |
| ----------------- | ---------------- | ------- | ---- |
| John-Lee Augustyn | Course en ligne  | 6.24.87 | 26e  |
| David George      | Course en ligne  | 6.39.02 | 79e  |
| Robert Hunter     | Course en ligne  | /       | /    |
| David George      | Contre-la-montre | 1.07.55 | 31e  |

| Athlète               | Compétition     | Temps   | Rang |
| --------------------- | --------------- | ------- | ---- |
| Cherise Taylor        | Course en ligne | 3.48.33 | 59e  |
| Marissa van der Merwe | Course en ligne | 3.33.17 | 34e  |

#### BMX
Hommes
- Sifiso Nhlapo

| Athlète       | Compétition | Qualification | Qualification | Qualification | Quarts de finale | Quarts de finale | Quarts de finale | Quarts de finale | Quarts de finale | Demi-finales | Demi-finales | Demi-finales | Demi-finales | Demi-finales | Finale | Finale |
| Athlète       | Compétition | Manche 1      | Manche 2      | Rang          | Manche 1         | Manche 2         | Manche 3         | Résultat         | Rang             | Manche 1     | Manche 2     | Manche 3     | Résultat     | Rang         | Temps  | Rang   |
| ------------- | ----------- | ------------- | ------------- | ------------- | ---------------- | ---------------- | ---------------- | ---------------- | ---------------- | ------------ | ------------ | ------------ | ------------ | ------------ | ------ | ------ |
| Sifiso Nhlapo | Hommes      | 36.867        | 36.428        | 13e           | 36.796           | 36.325           | 36.507           | 6                | 1er              | 37.197       | 36.597       | 36.457       | 8            | 2e           | Abd    | /      |

#### VTT
| Hommes - Burry Stander | Femmes - Yolande Speedy |

| Athlète        | Compétition | Temps        | Rang |
| -------------- | ----------- | ------------ | ---- |
| Burry Stander  | Hommes      | 2.01.58      | 15e  |
| Yolande Speedy | Femmes      | Plus 2 Tours | 22e  |

### Escrime
| Hommes - Epée individuelle : - Mike Wood - Dario Torrente - Sello Maduma - Epée par équipes : - Mike Wood, Sello Maduma, George Harrop-Allin et Dario Torrente | Femmes - Sabre individuel : - Adele du Plooy - Jyoti Chetty - Elvira Wood - Sabre par équipes : - Elvira Wood, Jyoti Chetty, Shelley Gosher et Adele du Plooy |

| Athlète             | Compétition     | 1/32 de finale          | Seizièmes de finale | Huitièmes de finale | Quarts de finale | Demi-finales / Classement | Finale / Classement | Rang    |
| Athlète             | Compétition     | Adversaire Score        | Adversaire Score    | Adversaire Score    | Adversaire Score | Adversaire Score          | Adversaire Score    | Rang    |
| ------------------- | --------------- | ----------------------- | ------------------- | ------------------- | ---------------- | ------------------------- | ------------------- | ------- |
| Mike Wood           | Epée Hommes     | Battu par Nikishyn 15-7 | Eliminé             | Eliminé             | Eliminé          | Eliminé                   | Eliminé             | Eliminé |
| Dario Torrente      | Epée Hommes     | Battu par Videira 15-10 | Eliminé             | Eliminé             | Eliminé          | Eliminé                   | Eliminé             | Eliminé |
| Sello Maduma        | Epée Hommes     | Battu par Kim 15-12     | Eliminé             | Eliminé             | Eliminé          | Eliminé                   | Eliminé             | Eliminé |
| Mike Wood           | Epée par équipe | Exempt                  | Exempt              | Battu par 45-28     | Eliminé          | Eliminé                   | Eliminé             | Eliminé |
| Dario Torrente      | Epée par équipe | Exempt                  | Exempt              | Battu par 45-28     | Eliminé          | Eliminé                   | Eliminé             | Eliminé |
| Sello Maduma        | Epée par équipe | Exempt                  | Exempt              | Battu par 45-28     | Eliminé          | Eliminé                   | Eliminé             | Eliminé |
| George Harrop-Allin | Epée par équipe | Exempt                  | Exempt              | Battu par 45-28     | Eliminé          | Eliminé                   | Eliminé             | Eliminé |

| Athlète        | Compétition      | 1/32 de finale         | Seizièmes de finale | Huitièmes de finale | Quarts de finale | Demi-finales / Classement | Finale / Classement | Rang    |
| Athlète        | Compétition      | Adversaire Score       | Adversaire Score    | Adversaire Score    | Adversaire Score | Adversaire Score          | Adversaire Score    | Rang    |
| -------------- | ---------------- | ---------------------- | ------------------- | ------------------- | ---------------- | ------------------------- | ------------------- | ------- |
| Adele du Plooy | Sabre            | Battu par Pundyk 15-7  | Eliminé             | Eliminé             | Eliminé          | Eliminé                   | Eliminé             | Eliminé |
| Jyoti Chetty   | Sabre            | Battu par Besbes 15-2  | Eliminé             | Eliminé             | Eliminé          | Eliminé                   | Eliminé             | Eliminé |
| Elvira Wood    | Sabre            | Battu par Sassine 15-2 | Eliminé             | Eliminé             | Eliminé          | Eliminé                   | Eliminé             | Eliminé |
| Adele Du Plooy | Sabre par équipe | Exempt                 | Exempt              | Exempt              | Battu par 45-8   | Eliminé                   | Eliminé             | Eliminé |
| Jyoti Chetty   | Sabre par équipe | Exempt                 | Exempt              | Exempt              | Battu par 45-8   | Eliminé                   | Eliminé             | Eliminé |
| Elvira Wood    | Sabre par équipe | Exempt                 | Exempt              | Exempt              | Battu par 45-8   | Eliminé                   | Eliminé             | Eliminé |
| Shelley Gosher | Sabre par équipe | Exempt                 | Exempt              | Exempt              | Battu par 45-8   | Eliminé                   | Eliminé             | Eliminé |

### Équitation
Hommes
- Johan Roodt

### Gymnastique

#### Rythmique
Femmes
- Concours général individuel :
  - Odette Richard

### Haltérophilie
Hommes
- 77 kg :
  - Darryn Anthony

| Athlète | Compétition | Total | Rang |                |                |        |     |
| ------- | ----------- | ----- | ---- | -------------- | -------------- | ------ | --- |
| Athlète | Compétition | Total | Rang | Darryn Anthony | Moins de 77 kg | 295 kg | 22e |

### Hockey sur gazon
| Hommes - Geoffrey Abbott, attaquant - Clyde Abrahams, milieu de terrain - Shanyl Balwanth - Marvin Bam, défenseur - Paul Blake, défenseur - Andrew Cronje, défenseur - Darryn Gallagher, milieu de terrain - Thomas Hammond, milieu de terrain - Marvin Harper, attaquant - Christopher Hibbert, gardien de but - Bruce Jacobs, milieu de terrain - Thornton McDade, attaquant - Erasmus Pieterse, gardien de but - Eric Rose-Innes, défenseur - Austin Smith, milieu de terrain - Emile Smith, attaquant - Ian Symons, milieu de terrain - Lungile Tsolekile, attaquant | Femmes - Tarryn Bright, milieu de terrain - Cindy Brown, défenseuse - Fiona Butler, défenseuse - Lisa-Marie Deetlefs, défenseuse - Henriette Du Buisson - Farrah Fredericks - Lesle-Ann George, milieu de terrain - Kate Hector, milieu de terrain - Taryn Hosking, défenseuse - Vuyisanani Mangisa, gardienne de but - Lenise Marais, défenseuse - Marsha Marescia, milieu de terrain - Mariette Rix, gardienne de but - Shelley Russell, attaquante - Vida Ryan, attaquante - Vidette Ryan, défenseuse - Kathleen Taylor, milieu de terrain - Jennifer Wilson, attaquante |

| Épreuve          | Premier tour     | Premier tour     | Premier tour     | Premier tour     | Premier tour     | Premier tour | Quart de finale  | Demi-finale      | Finale / MB      | Rang    |
| Épreuve          | Adversaire Score | Adversaire Score | Adversaire Score | Adversaire Score | Adversaire Score | Rang         | Adversaire Score | Adversaire Score | Adversaire Score | Rang    |
| ---------------- | ---------------- | ---------------- | ---------------- | ---------------- | ---------------- | ------------ | ---------------- | ---------------- | ---------------- | ------- |
| Tournoi Masculin | Pays-Bas 0-5     | Australie 0-10   | Royaume-Uni 0-2  | Pakistan 1-3     | Canada 3-5       | 6e           | Eliminé          | Eliminé          | Eliminé          | Eliminé |
| Tournoi féminin  | Pays-Bas 0-6     | Chine 0-3        | Australie 0-3    | Espagne 0-1      | Corée du Sud 2-5 | 6e           | Eliminé          | Eliminé          | Eliminé          | Eliminé |

### Judo
Hommes
- 73 kg :
  - Marlon August
- 81 kg :
  - Matthew Jago
- 90 kg :
  - Patrick Trezise

| Athlète         | Compétition    | 1er tour                     | 2e tour                       | Quart de finale     | Demi-finale         | Repêchage           | Finale / CB         | Rang    |
| Athlète         | Compétition    | Adversaire Résultat          | Adversaire Résultat           | Adversaire Résultat | Adversaire Résultat | Adversaire Résultat | Adversaire Résultat | Rang    |
| --------------- | -------------- | ---------------------------- | ----------------------------- | ------------------- | ------------------- | ------------------- | ------------------- | ------- |
| Marlon August   | Moins de 73 kg | Bat Al Qubaisi 1000-0000     | Battu par Guilheiro 0000-1001 | Eliminé             | Eliminé             | Eliminé             | Eliminé             | Eliminé |
| Matthew Jago    | Moins de 81 kg | Battu par Krawczyk 0000-1001 | Eliminé                       | Eliminé             | Eliminé             | Eliminé             | Eliminé             | Eliminé |
| Patrick Trezise | Moins de 90 kg | Battu par Pershin 0000-1000  | Eliminé                       | Eliminé             | Eliminé             | Eliminé             | Eliminé             | Eliminé |

### Lutte

#### Libre
Hommes
- 66 kg :
  - Heinrich Barnes

| Athlète         | Compétition    | Huitièmes de finale | Quart de finale     | Demi-finale         | Repêchage           | Finale / CB         | Rang |
| Athlète         | Compétition    | Adversaire Résultat | Adversaire Résultat | Adversaire Résultat | Adversaire Résultat | Adversaire Résultat | Rang |
| --------------- | -------------- | ------------------- | ------------------- | ------------------- | ------------------- | ------------------- | ---- |
| Heinrich Barnes | Moins de 66 kg | Défaite             | Eliminé             | Eliminé             | Eliminé             | Eliminé             | 19   |

### Natation
| Hommes - 50 m nage libre : - Roland Schoeman - Gideon Louw - 100 m nage libre : - Lyndon Ferns - Ryk Neethling - 200 m nage libre : - Jean Basson - Darian Townsend - 400 m nage libre : - Jean Basson - 1 500 m nage libre : - Troy Prinsloo - 100 m papillon : - Lyndon Ferns - 100 m brasse : - Cameron van der Burgh - 200 m brasse : - William Diering - Neil Versfeld - 100 m dos : - George du Rand - Gerhard Zandberg - 200 m dos : - George du Rand - 200 m 4 nages individuel : - Darian Townsend - 400 m 4 nages individuel : - Riaan Schoeman - 10 km marathon : - Chad Ho - Relais 4 × 100 m nage libre : - Lyndon Ferns, Roland Schoeman, Ryk Neethling et Darian Townsend - Relais 4 × 200 m nage libre : - Jean Basson, Darian Townsend, Jan Venter et Sebastien Rousseau - Relais 4 × 100 m 4 nages : - Gerhard Zandberg, Cameron van der Burgh, Lyndon Ferns et Darian Townsend | Femmes - 50 m nage libre : - Lize-Mari Retief - 100 m nage libre : - Lize-Mari Retief - 200 m nage libre : - Melissa Corfe - 400 m nage libre : - Melissa Corfe - Wendy Trott - 800 m nage libre : - Wendy Trott - 100 m papillon : - Lize-Mari Retief - Mandy Loots - 200 m papillon : - Katheryn Meaklim - 100 m brasse : - Suzaan van Biljon - 200 m brasse : - Suzaan van Biljon - 200 m dos : - Melissa Corfe - 200 m 4 nages individuel : - Jessica Pengelly - 400 m 4 nages individuel : - Jessica Pengelly - Katheryn Meaklim - 10 km marathon : - Natalie du Toit - Relais 4 × 100 m nage libre : - Melissa Corfe, Wendy Trott, Mandy Loots et Katheryn Meaklim - Relais 4 × 100 m 4 nages : - Melissa Corfe, Suzaan van Biljon, Mandy Loots et Lize-Mari Retief |

| Athlète                                                             | Épreuve              | Séries        | Séries      | Demi-finales  | Demi-finales | Finale            | Finale  |
| Athlète                                                             | Épreuve              | Temps         | Rang        | Temps         | Rang         | Temps             | Rang    |
| ------------------------------------------------------------------- | -------------------- | ------------- | ----------- | ------------- | ------------ | ----------------- | ------- |
| Roland Schoeman                                                     | 50 m nage libre      | 21.76         | 1er         | 21.74         | 3e           | 21.67 (RAF)       | 7e      |
| Gideon Louw                                                         | 50 m nage libre      | 22.17         | 6e          | 21.97         | 7e           | Eliminé           | Eliminé |
| Lyndon Ferns                                                        | 100 m nage libre     | 48.26         | 3e          | 48.00 (RAF)   | 4e           | 48.04             | 6e      |
| Ryk Neethling                                                       | 100 m nage libre     | 49.28         | 8e          | Eliminé       | Eliminé      | Eliminé           | Eliminé |
| Jean Basson                                                         | 200 m nage libre     | 1.46.31       | 1er         | 1.46.13       | 1er          | 1.45.97           | 4e      |
| Darian Townsend                                                     | 200 m nage libre     | 1.48.08       | 2e          | Eliminé       | Eliminé      | Eliminé           | Eliminé |
| Jean Basson                                                         | 400 m nage libre     | 3.52.90       | 5e          | Eliminé       | Eliminé      | Eliminé           | Eliminé |
| Troyden Prinsloo                                                    | 1 500 m nage libre   | 15.12.64      | 7e          | Eliminé       | Eliminé      | Eliminé           | Eliminé |
| George Du Rand                                                      | 100 m dos            | 54.90         | 6e          | Eliminé       | Eliminé      | Eliminé           | Eliminé |
| Gerhard Zandberg                                                    | 100 m dos            | 53.75         | 1er         | 53.98         | 6e           | Eliminé           | Eliminé |
| George Du Rand                                                      | 200 m dos            | 1.58.62 (RAF) | 1er         | 1.58.61 (RAF) | 8e           | Eliminé           | Eliminé |
| Cameron van der Burgh                                               | 100 m brasse         | 59.96         | 3e          | 1.00.57       | 5e           | Eliminé           | Eliminé |
| William Diering                                                     | 200 m brasse         | 2.10.39 (RAF) | 3e          | 2.10.21 (RAF) | 6e           | Eliminé           | Eliminé |
| Neil Versfeld                                                       | 200 m brasse         | 2.10.50       | 4e          | 2.10.06 (RAF) | 5e           | Eliminé           | Eliminé |
| Lyndon Ferns                                                        | 100 m papillon       | 52.05         | 1er         | 52.18         | 7e           | Eliminé           | Eliminé |
| Darian Townsend                                                     | 200 m 4 nages        | 1.59.22 (RAF) | 3e          | 1.59.65       | 6e           | Eliminé           | Eliminé |
| Riaan Schoeman                                                      | 400 m 4 nages        | 4.14.09       | 4e          | Non disputé   | Non disputé  | Eliminé           | Eliminé |
| Lyndon Ferns Roland Schoeman Ryk Neethling Darian Townsend          | 4 × 100 m nage libre | 3.13.06 (RAF) | 3e          | Non disputé   | Non disputé  | 3.12.66 (RAF)     | 7e      |
| Jean Basson Darian Townsend Jan Venter Sebastien Rousseau           | 4 × 200 m nage libre | 7.10.91 (RAF) | 4e          | Non disputé   | Non disputé  | 7.13.07           | 8e      |
| Gerhard Zandberg Cameron van der Burgh Lyndon Ferns Darian Townsend | 4 × 100 m 4 nages    | 3.34.16 (RAF) | e           | Non disputé   | Non disputé  | 3.33.70 (RAF)     | 7e      |
| Chad Ho                                                             | 10 km en eau libre   | Non disputé   | Non disputé | Non disputé   | Non disputé  | 1 h 52 min 13 s 1 | 9e      |

| Athlète                                                      | Épreuve              | Séries              | Séries | Demi-finales  | Demi-finales | Finale        | Finale   |
| Athlète                                                      | Épreuve              | Temps               | Rang   | Temps         | Rang         | Temps         | Rang     |
| ------------------------------------------------------------ | -------------------- | ------------------- | ------ | ------------- | ------------ | ------------- | -------- |
| Lize-Mari Retief                                             | 50 m nage libre      | 25 s 25             | 8e     | Éliminée      | Éliminée     | Éliminée      | Éliminée |
| Lize-Mari Retief                                             | 100 m nage libre     | 55 s 17 (RAF)       | 8e     | Eliminée      | Eliminée     | Eliminée      | Eliminée |
| Melissa Corfe                                                | 200 m nage libre     | 2 min 00 s 95       | 6e     | Eliminée      | Eliminée     | Eliminée      | Eliminée |
| Melissa Corfe                                                | 400 m nage libre     | 4 min 10 s 54       | 6e     | Non disputé   | Non disputé  | Eliminée      | Eliminée |
| Wendy Trott                                                  | 400 m nage libre     | 4 min 08 s 28       | 5e     | Non disputé   | Non disputé  | Eliminée      | Eliminée |
| Wendy Trott                                                  | 800 m nage libre     | 8 min 26 s 21       | 4e     | Non disputé   | Non disputé  | Eliminée      | Eliminée |
| Melissa Corfe                                                | 200 m dos            | 2 min 9 s 00        | 4e     | 2 min 7 s 32  | 1re          | 2 min 5 s 61  | 4e       |
| Suzaan van Biljon                                            | 100 m brasse         | 1 min 6 s 10        | 5e     | 1 min 5 s 64  | 3e           | 1 min 5 s 60  | 4e       |
| Suzaan van Biljon                                            | 200 m brasse         | 2 min 23 s 44       | 3e     | 2 min 19 s 74 | 1re          | 2 min 19 s 24 |          |
| Lize-Mari Retief                                             | 100 m papillon       | 58 s 25             | 4e     | 58 s 65       | 8e           | Eliminée      | Eliminée |
| Mandy Loots                                                  | 100 m papillon       | 58 s 61             | 4e     | Eliminée      | Eliminée     | Eliminée      | Eliminée |
| Kathryn Meaklim                                              | 200 m papillon       | 2 min 09 s 41 (RAF) | 1er    | 2 min 11 s 50 | 8e           | Eliminée      | Eliminée |
| Melissa Corfe Wendy Trott Mandy Loots Kathryn Meaklim        | 4 × 100 m nage libre | 3 min 51 s 14       | 7e     | Non disputé   | Non disputé  | Eliminée      | Eliminée |
| Melissa Corfe Suzaan van Biljon Mandy Loots Lize-Mari Retief | 4 × 100 m 4 nages    | 4 min 04 s 20       | 6e     | Non disputé   | Non disputé  | Eliminée      | Eliminée |

### Plongeon
Femmes
- Tremplin 3 m :
  - Jenna Dreyer

| Athlète      | Compétition    | Tour préliminaire | Tour préliminaire | Demi-finale | Demi-finale | Finale | Finale |
| Athlète      | Compétition    | Points            | Rang              | Points      | Rang        | Points | Rang   |
| ------------ | -------------- | ----------------- | ----------------- | ----------- | ----------- | ------ | ------ |
| Jenna Drayer | Tremplin à 3 m |                   |                   |             |             |        |        |

### Tennis
Hommes
- Simple :
  - Kevin Anderson
- Double :
  - Jeff Coetzee et Kevin Anderson

| Joueur (n° de tête de série) | Compétition | 1/32e de finale         | 1/16e de finale              | 1/8e de finale      | Quarts de finale    | Demi-finales        | Finale / MB         | Rang    |
| Joueur (n° de tête de série) | Compétition | Adversaire Résultat     | Adversaire Résultat          | Adversaire Résultat | Adversaire Résultat | Adversaire Résultat | Adversaire Résultat | Rang    |
| ---------------------------- | ----------- | ----------------------- | ---------------------------- | ------------------- | ------------------- | ------------------- | ------------------- | ------- |
| Kevin Anderson               | Messieurs   | Loglo Victoire 6-3, 6-3 | Kiefer Défaite 6-4, 6-7, 6-4 | Éliminé             | Éliminé             | Éliminé             | Éliminé             | Éliminé |

### Tir
Femmes
- 50 m rifle 3 positions :
  - Esmari van Rennen
- Trap :
  - Diane Swanton

| Tireuses        | Compétition                 | Qualification | Qualification | Finale | Finale |
| Tireuses        | Compétition                 | Points        | Rang          | Points | Rang   |
| --------------- | --------------------------- | ------------- | ------------- | ------ | ------ |
| Sagen Maddalena | Carabine à 50 m 3 positions |               |               |        |        |
| Ryann Phillips  | Fosse olympique (trap)      |               |               |        |        |

### Tir à l'arc
Hommes
- Epreuve individuelle :
  - Calvin Hartley

| Athlète        | Tournoi    | Tour de classification | Tour de classification | 1/32 de finale                                                   | 16e de finale             | 8e de finale              | Quart de finale           | Demi-finale               | Finale                    | Finale                    |
| Athlète        | Tournoi    | Score                  | Classement             | Adversaire Score                                                 | Adversaire Score          | Adversaire Score          | Adversaire Score          | Adversaire Score          | Adversaire Score          | Rang                      |
| -------------- | ---------- | ---------------------- | ---------------------- | ---------------------------------------------------------------- | ------------------------- | ------------------------- | ------------------------- | ------------------------- | ------------------------- | ------------------------- |
| Calvin Hartley | Individuel | 654                    | 37e                    | Juan Carlos Stevens (28) Défaite 107-107 18-19 après mort subite | Éliminé en 1/32 de finale | Éliminé en 1/32 de finale | Éliminé en 1/32 de finale | Éliminé en 1/32 de finale | Éliminé en 1/32 de finale | Éliminé en 1/32 de finale |

### Triathlon
Femmes
- Mari Rabie
- Kate Roberts

| Athlète      | Compétition | Temps           | Résultat |
| ------------ | ----------- | --------------- | -------- |
| Mari Rabie   | Femmes      | 2 h 09 min 27 s | 43e      |
| Kate Roberts | Femmes      | 2 h 05 min 27 s | 32e      |

### Voile
Femmes
- Ynling :
  - Dominique Provoyeur, Kim Rew et Penny Alison

| Athlète             | Compétition | Points | Résultat |
| ------------------- | ----------- | ------ | -------- |
| Dominique Provoyeur | Femmes      | 63     | 12e      |
| Kim Rew             | Femmes      | 63     | 12e      |
| Penny Alison        | Femmes      | 63     | 12e      |